# Pumwaree Yodkamol

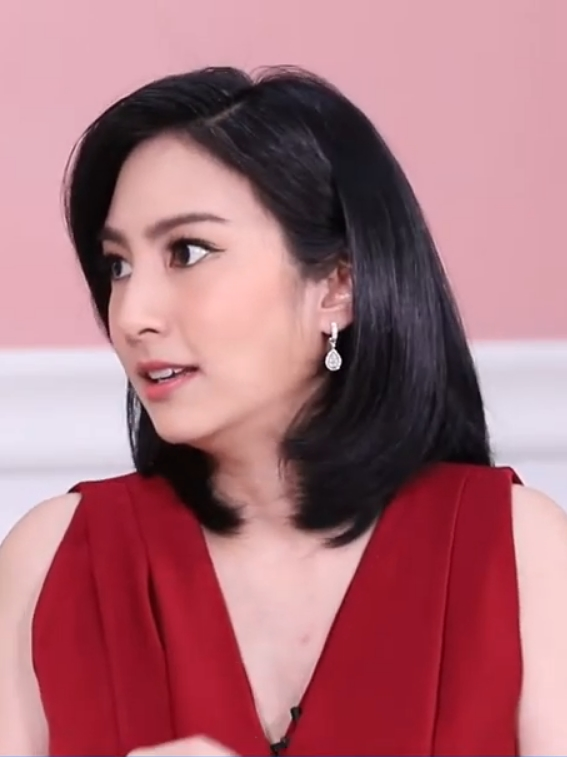
Pumwaree Yodkamol, 2021

Pumwaree Yodkamol (thailändisch ภุมวารี ยอดกมล; * 9. Februar 1982 in Bangkok) ist eine thailändische Schauspielerin.

## Leben und Werk
Als Studentin des Ingenieurwesens wirkte Yodkamol in nationalen Videoclips, Werbespots sowie Film und Serienproduktionen für das Fernsehen mit. Ihr erster Spielfilm, Prachya Pinkaews Ong-Bak, in dem sie die Rolle der Muay Lek neben Martial-Arts-Superstar Tony Jaa spielte, machte sie national und international bekannt.

## Filmografie (Auswahl)
- 2003: Ong-Bak (องค์บาก)
- 2004: Pisaj (คน ผี ปีศาจ)
- 2004: The Bodyguard (บอดี้การ์ดหน้าเหลี่ยม)
- 2004: House of Ghosts
- 2005: Revenge of the Warrior – Tom Yum Goong (ต้มยำกุ้ง)